# Bandera de proa

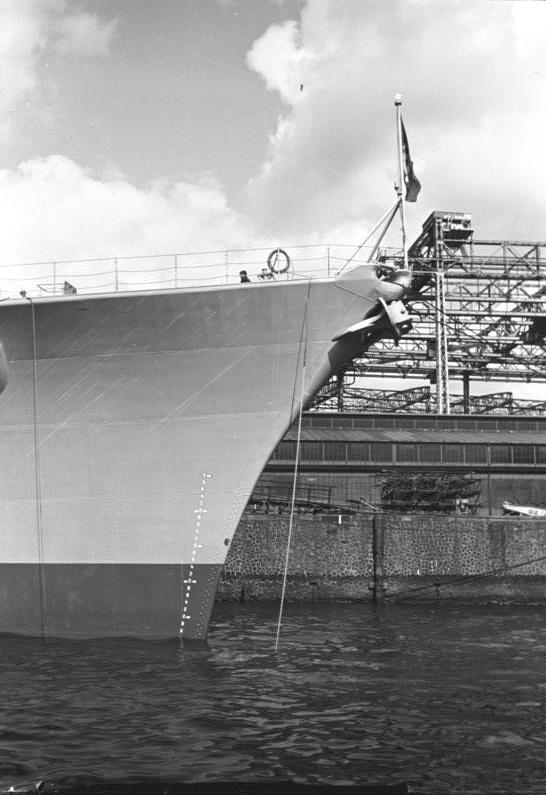
Torrotito del.

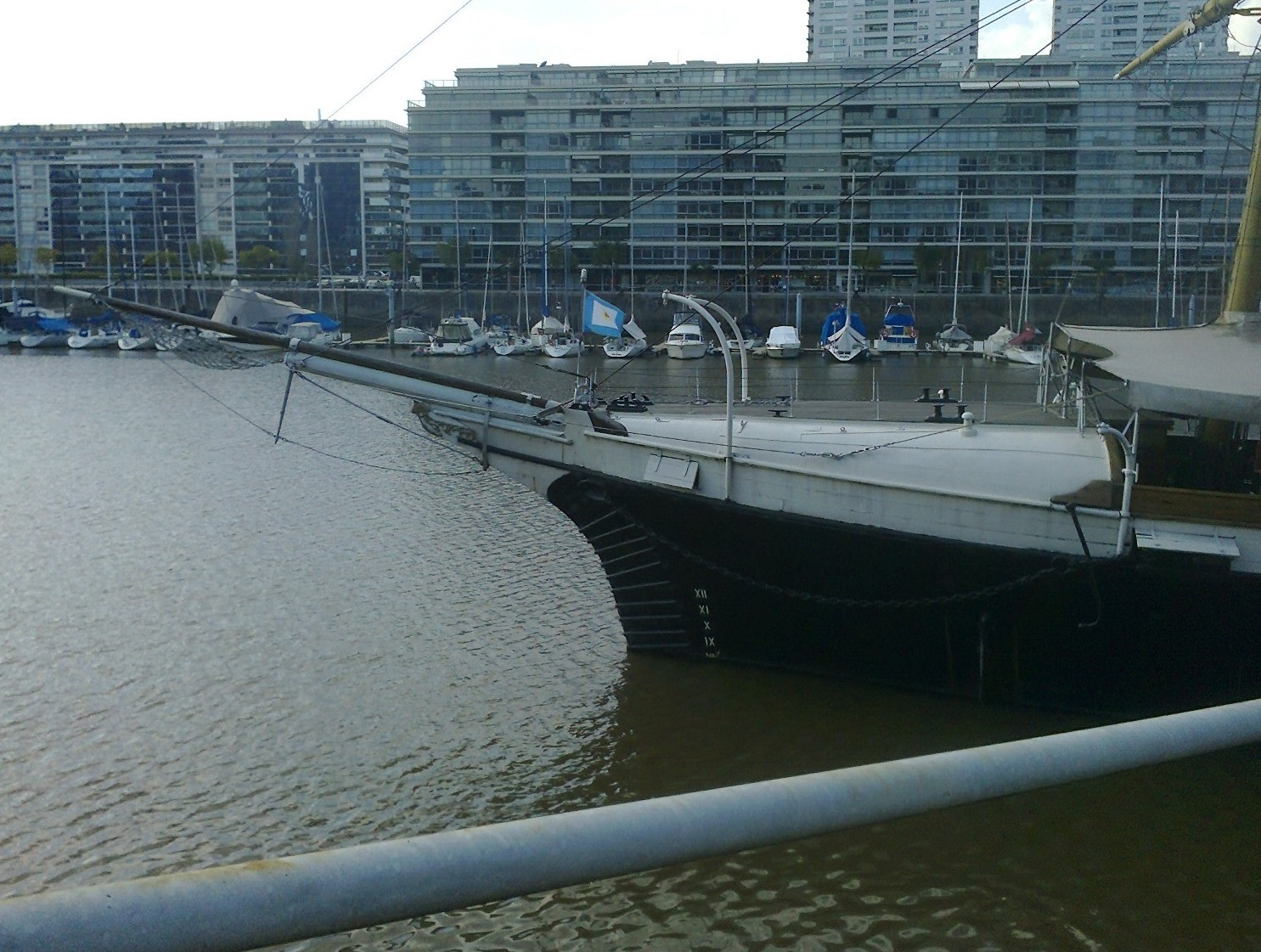
Bandera de proa de la corbeta de la Armada argentina Uruguay (hoy buque museo) amarrada en Puerto Madero, Buenos Aires, República Argentina.

La bandera de proa (también llamada bandera de tajamar, de bauprés o torrotito) es una bandera de uso ceremonial que es izada en la proa de los buques de las armadas de algunas naciones en las ocasiones que regulan las ordenanzas correspondientes de cada armada.
En el Reino Unido y los Países Bajos existen variantes civiles del torrotito, pero carecen de sanción legal.

## Banderas de proa por país

### Argentina
La bandera de proa de la Armada de la República Argentina, adaptación de la bandera nacional, consiste de un cuadrado blanco con el Sol de Mayo en el centro sobre un campo azul celeste. Su proporción es de 1 de alto por 1,14 de largo, según datos provistos por el Instituto de Estudios Navales.

### Chile
Todos los buques de guerra de la Armada de Chile izan a proa una insignia llamada jack, que los caracteriza como unidades en servicio activo comandadas por un oficial naval. Es un cuadrado equivalente al cantón azul de la bandera de Chile con la estrella blanca en el centro. Esta bandera de proa está inspirada en la insignia de mando del vicealmirante británico lord Thomas Cochrane, quien la izó por primera vez en la fragata O'Higgins el 23 de diciembre de 1818, doce días después de haber sido nombrado comandante en jefe de la Armada de Chile.

### España

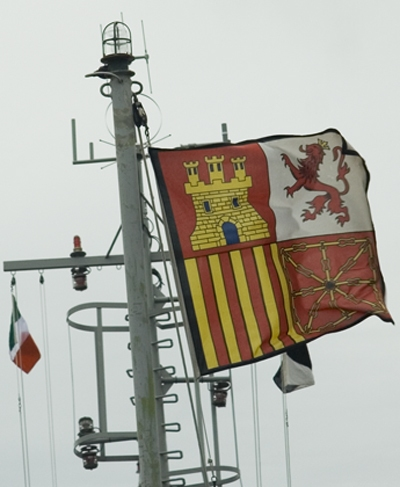
Bandera de proa en el Patrullero P-61 Chilreu de la Armada Española anclado en el puerto de Cork, Irlanda, el 17 de agosto de 2007.

La bandera de proa de la Armada Española se describe en el Reglamento de Banderas e Insignias y Distintivos, que apareció en el Boletín del Estado del 12 de octubre de 1945, sin que se produjera modificación en el posterior Reglamento de Banderas y Estandartes, Guiones, Insignias y Distintivos de 1977:

Será una bandera cuadra con cuatro cuarteles. Primero, de gules, con un castillo de oro, almenado de cinco almenas y donjonado de tres torres, cada una de ellas con tres almenas de lo mismo, mazonado en sable  y aclarado de azur. Segundo, de plata, con un león rampante de gules y coronado de oro, lampasado y armado de lo mismo. Tercero, de oro, con cuatro palos de gules. Cuarto, de gules, con una cadena de oro puesta en orla, en cruz y en aspa, con un punto de sinople en abismo.
Real Decreto 1511/1977, Título I, Regla 6

Se trata de los cuatro cuarteles principales del Escudo de España, y que representan los antiguos reinos de España: Castilla, León, Aragón y Navarra. A diferencia del león del escudo de España, el león del torrotito ha de ser de color rojo (gules), y no púrpura. Tampoco aparece el blasón de los Borbones españoles ni el Reino de Granada.
Su uso se regula en el artículo 624 de las Reales Ordenanzas de la Armada:

Cuando un buque esté fondeado o atracado en aguas extranjeras, izará a las mismas horas que la Bandera Nacional la de Tajamar o Torrotito. En aguas nacionales lo hará los días de engalanado, domingo y festivos y, en presencia de un buque de guerra extranjero, cuando éste fondee o afirme la primera amarra en tierra, arriándola cuando zarpe o largue la última amarra.
Anexo al RD 1024/1984, de 23 de mayo, BOE del 30/05/1984

### Perú
La bandera de proa de la Marina de Guerra del Perú es una adaptación de la bandera del Perú: consiste en un paño cuadrado (proporciones 1:1) de color blanco, con una bordura roja, y el escudo de armas en el centro. En el mástil de proa de los buques de la escuadra peruana y sobre esta bandera, se suele colocar la insignia del oficial de más alto rango que se encuentra a bordo o la del presidente de la República, si este fuera el caso.

## Galería de banderas de proa

Alemania
Arabia Saudita
Argelia
Argentina
Australia
Bahamas
Bélgica
Bolivia
Brasil
Bulgaria
Camboya
Canadá (Auxiliar)
Chile
Colombia
Corea del Sur
Croacia
Cuba
Dinamarca
Ecuador
Egipto
Eslovenia
España
Estados Unidos
Estonia
Filipinas
Finlandia
Georgia
Grecia
Indonesia
Irán
Irlanda
Italia
Kazajistán
Letonia
Liberia
Lituania
Malta
Marruecos
México
Montenegro
Nicaragua
Noruega
Países Bajos
Pakistán
Panamá
Paraguay
Perú
Polonia
Portugal
Reino Unido
República de China (Taiwán)
República Dominicana
República Popular China
Rumanía
Rusia
Singapur
Suecia
Tailandia
Ucrania
Uruguay
Venezuela

## Variantes civiles

Italia
Países Bajos
Reino Unido

## Históricas

Imperio Alemán, Kaiserliche Marine 1871-1918.
Alemania, República de Weimar 1918-1933.
Alemania, Tercer Reich 1933-1935.
Alemania, Kriegsmarine 1938-1945.
Argentina 1818-1820.[3]
Imperio austrohúngaro, KuK Kriegsmarine 1894-1918.
Bulgaria 1908-1949.
Bulgaria 1949-1955.
Bulgaria 1955-1990.
Croacia 1944-1945.
Estados Confederados de América 1861-1865.
Estados Unidos 1912-1959.
Estados Unidos 2002-2019.
Francia libre 1940-1945.
Irán 1926-1974.
Regia Marina, Reino de Italia 1879-1900.
Regia Marina, Reino de Italia 1900-1946.
Lituania 1927-1940.
Lituania 1992-2004.
Reino de Portugal 1828-1833.
Reino de Portugal 1833-1910.
Rumanía 1922-1947.
Rumanía 1948-1952.
Rumanía 1954-1965.
Rumanía 1966-1989.
Rumanía 1995-1998.
Siam 1881-1917.
Suecia y Noruega 1844–1905.
Unión Soviética 1924-1932.
Unión Soviética 1932-1964.
Uruguay 1939-1990.
RFS Yugoslavia 1945-1989.
Serbia y Montenegro 2003-2006.